# Sentō

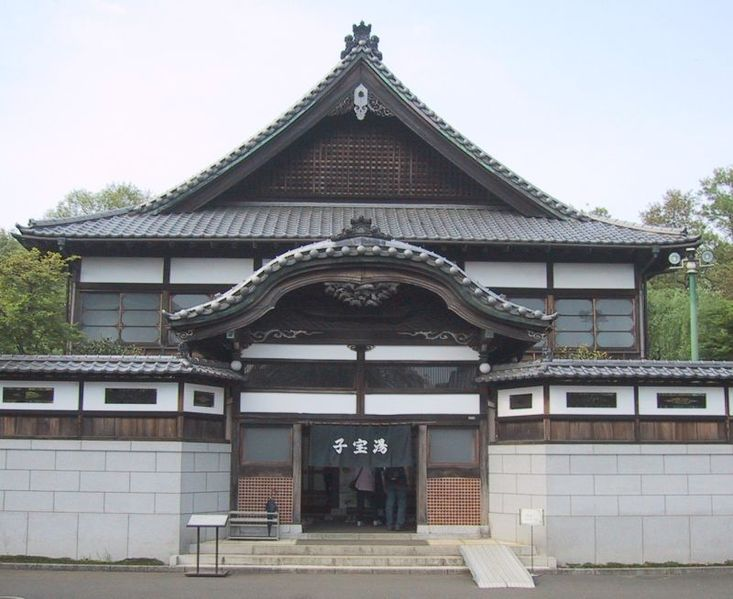
Eingang des Sentō im Edo-Tokio-Open-Air-Museum

Ein Sentō (jap. 銭湯 öffentliches Bad, abgeleitet von 銭 Geld und 湯 heißes Wasser) ist ein traditionelles japanisches Badehaus in städtischen Wohnvierteln. Die Badekultur spielt eine wichtige Rolle im japanischen Alltag. Auf Grund von Brandschutzbestimmungen gab es lange Zeit keine privaten Badezimmer in den Häusern, da das Badewasser mit offenem Feuer erhitzt werden musste. Das Feuerschutzgesetz förderte so die Verbreitung der Sentōs in Japan. Seit der zweiten Hälfte des 20. Jahrhunderts ging die Zahl der Sentōbesucher stetig zurück, da immer mehr Wohnungen über Badezimmer verfügten. Sentōs haben als Treffpunkt aber auch heute noch eine soziale Funktion.
In den Städten sind die öffentlichen Badehäuser relativ gut an ihrem hohen Schornstein zu erkennen, da nach wie vor meistens mit Holz geheizt wird. Der Eingang ist oft ähnlich wie bei einem Tempel gestaltet. Moderne Häuser verfügen über Schließfächer in den Umkleideräumen, in älteren werden die Kleidungsstücke in offenen Körben deponiert. Die modernen Sentōs haben getrennte Baderäume für Frauen und Männer. Diese strikte Geschlechtertrennung wurde erst im 19. Jahrhundert eingeführt. Eine Schiebetür zwischen Umkleide- und Badebereich sorgt dafür, dass die Hitze nicht entweicht. Eine Ausnahme sind die Sentōs in der Region von Okinawa, wo das Klima relativ heiß ist.
Traditionell ist der Baderaum mit Holz verkleidet. Auf einer Seitenwand gibt es meist eine gemalte Naturlandschaft (z. B. mit einem Berg, oft dem Fujisan). Dies ist eine Analogie zu den Onsenbädern, die eine freie Sicht auf die Landschaft bieten. Vor dem eigentlichen Bad steht die gründliche Reinigung. Üblicherweise stehen hierfür kleine Hocker vor einer Reihe von Wasserhähnen mit kaltem und warmem Wasser. Es wird erwartet, dass sich jeder Badegast hier zunächst gründlich einseift und abspült, ehe er ins Becken steigt. In der Regel gibt es zwei oder drei Becken, die unterschiedlich temperiert sind. In jedem Fall ist ein japanisches Bad relativ heiß. Die Wassertemperatur liegt mindestens bei 40 Grad Celsius.

## Sentō-Etikette
Für den Besuch in einem Sentō gibt es bestimmte Regeln, die auch von ausländischen Badegästen unbedingt zu beachten sind. Jeder Besucher bringt zum Baden ein Handtuch sowie Seife und Shampoo mit. Diese Grundausstattung kann jedoch auch am Empfang käuflich erworben werden. Viele Japaner widmen sich im Sentō ausgiebig der Körperpflege von Kopf bis Fuß, putzen sich hier die Zähne, rasieren sich etc. Manche haben auch ihre eigene Waschschüssel dabei.
Sobald man das Badehaus betreten hat, zieht man – wie in japanischen Privatwohnungen – die Schuhe aus und deponiert sie in einem Schließfach. Gebadet wird grundsätzlich nackt, Badekleidung ist nicht gestattet. Nach dem Auskleiden folgt die gründliche Körperreinigung, auf die Japaner großen Wert legen, damit das Badewasser nicht verunreinigt wird. Das Bad selbst dient hier nicht der Reinigung, sondern der Entspannung.
Auch wird extrem genau darauf geachtet, keinen Seifenschaum in das Becken gelangen zu lassen; Zuwiderhandlungen haben die Folge, dass der Sentō-Betreiber das Becken reinigen und neu befüllen muss, und der dafür Verantwortliche muss damit rechnen, des Badehauses verwiesen zu werden. Auch Handtücher sollten nicht in das Badewasser getaucht werden, auch wenn manche Einheimische dies tun.

## Zutrittsbeschränkungen
Die meisten Sentōs weisen auf Schildern darauf hin, dass der Zutritt für Personen mit Tätowierungen nicht erlaubt ist. Offiziell werden dafür hygienische Gründe genannt. Der tatsächliche Grund ist jedoch die Tatsache, dass die Mitglieder der japanischen Mafia namens Yakuza ferngehalten werden sollen, die oft großflächig tätowiert sind. Kleinere Tattoos, wie sie viele Europäer besitzen, werden im Allgemeinen toleriert. Ausländer mit Ganzkörper-Tattoos könnten jedoch mit Hinweis auf das Verbot abgewiesen werden.
Einige Badehäuser verweigern ausländischen Badegästen generell den Zutritt, erkennbar an einem Schild Japanese only (Nur für Japaner), obwohl diese Diskriminierung nicht den japanischen Gesetzen entspricht. Solche Verbote werden z. B. oft auf Hokkaidō oder nahe den militärischen Basen der USA wie etwa in Yokosuka ausgesprochen mit der Begründung, es habe wiederholt Probleme mit betrunkenen russischen oder amerikanischen Matrosen in den Bädern gegeben. Solche Zutrittsbeschränkungen sind in Sentōs aber die Ausnahme.

## Geschichte

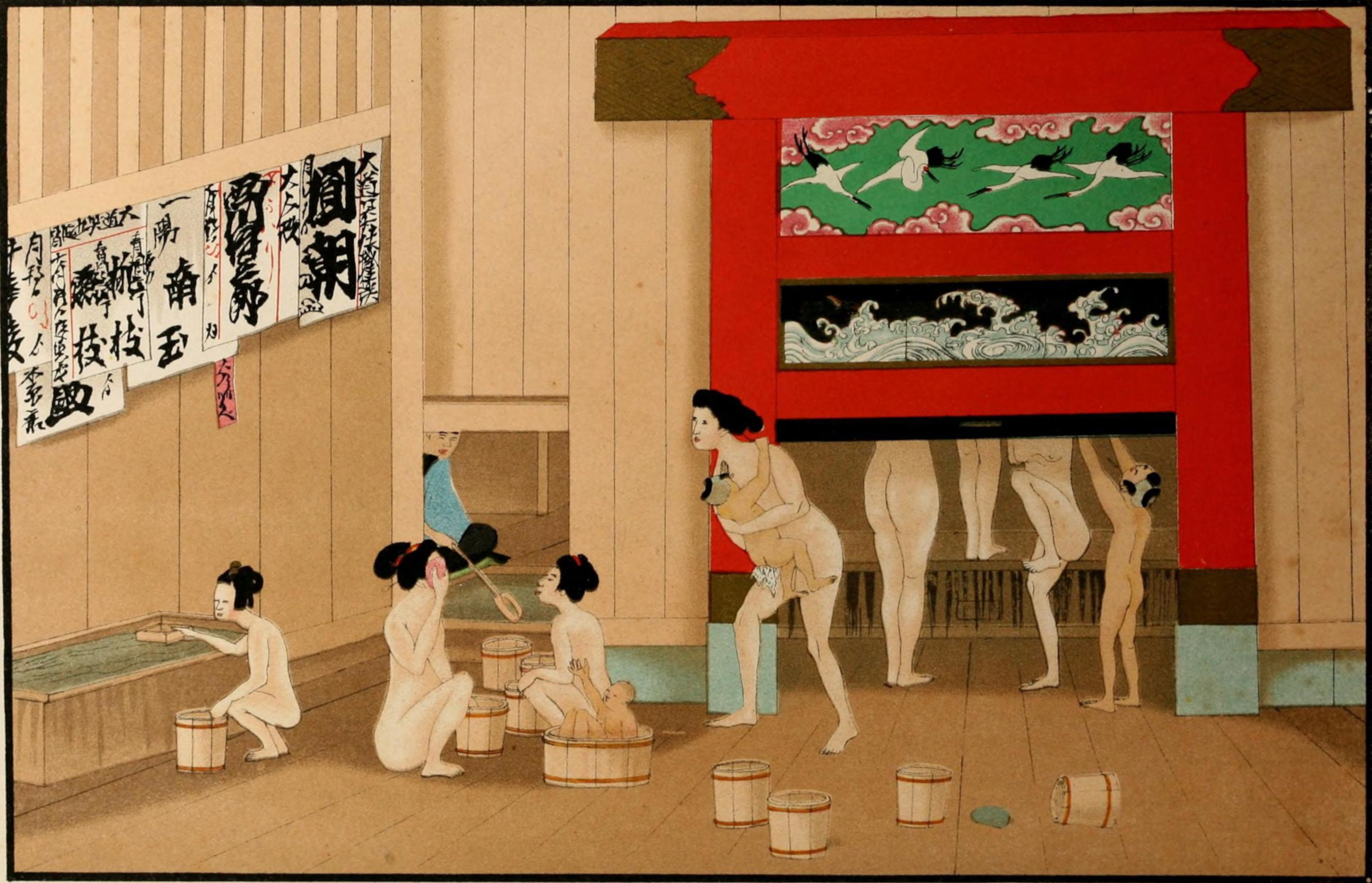
Weibliche Badegäste reinigen sich in einem Sentō. Holzschnitt, 1867

Die ersten Badehäuser in Japan entstanden in der so genannten Nara-Zeit (710–784) in den buddhistischen Klöstern und waren zunächst den Mönchen vorbehalten, ehe sie in der Kamakura-Zeit auch für Kranke und Arme geöffnet wurden. Es handelte sich in der Regel um Dampfbäder. Das erste öffentliche Badehaus in Japan wird 1266 erwähnt. In Tokio (damals Edo) entstand das erste Sentō im Jahr 1591. Die frühen Bäder waren Dampf- bzw. Schwitzbäder, genannt Iwaburo (岩風呂, Steinbäder) oder Kamaburo (釜風呂, Ofenbäder). Es handelte sich um natürliche oder künstliche Felsenhöhlen oder um steinerne Gewölbe. In den Iwaburo entlang der Küste wurde das Gestein durch das Verbrennen von Holz erhitzt. Dann goss man Meerwasser über die Felsen und erzeugte so Dampf.
Der Eingang zu diesen „Badehäusern“ war sehr klein, damit der Dampf nicht entwich. Es gab keine Fenster, so dass es im Innern sehr dunkel war und die Benutzer sich ständig räusperten oder hüstelten, um neu Eintretenden zu signalisieren, welche Plätze bereits besetzt waren. Die Dunkelheit ließ sich aber auch für sexuelle Kontakte nutzen, denn es gab keine Trennung nach Geschlechtern, und so kamen diese Bäder in Verruf. Sie wurden schließlich 1870 aus hygienischen und moralischen Gründen abgeschafft.
Am Anfang der so genannten Edo-Zeit (1603–1867) gab es zwei verschiedene Bädertypen. In Edo waren Heißwasser-Bäder (湯屋 yuya) üblich, während es in Ōsaka Dampfbäder (蒸し風呂 mushiburo) gab. Zu dieser Zeit war weiterhin das gemeinsame Bad von Frauen und Männern die Regel. Bei den männlichen Besuchern, gerade auch bei den Samurai, sehr beliebt waren Badehäuser, die „Bademädchen“ (湯女 yuna) beschäftigten, die den Gästen den Rücken schrubbten, die Haare wuschen etc. Einige boten gegen Bezahlung offenbar aber auch Liebesdienste an. Auch heute gibt es noch Bordelle, in denen Frauen ihre Kunden oder mit ihnen baden, genannt Soapland. 1841 wurde die Beschäftigung von Yunas generell verboten, außerdem das gemeinsame Baden beider Geschlechter. Die Geschlechtertrennung wurde allerdings von den Betreibern der Badehäuser häufig missachtet oder die Bereiche für Männer und Frauen wurden nur symbolisch durch eine Leine getrennt. Das zog erneute offizielle Verbote nach sich. Heute baden in fast allen Sentō Männer und Frauen in getrennten Räumen. Es gibt mittlerweile auch Einzelwannen.
In der Meiji-Zeit (1867–1912) wurden die neuen Sentōs erheblich größer gebaut. Da es in den meisten Badehäusern nun Wasserbecken statt Dampfbäder gab, erhielten die Gebäude nun auch Fenster und Schiebetüren anstelle einer kleinen Eingangsluke. Allerdings gab es noch kein fließendes Wasser für die Körperreinigung vorher. Jeder Badegast erhielt nach dem Umkleiden hierfür seine Ration Wasser. Am 1. September 1923 zerstörte das große Kantō-Erdbeben große Teile Tokios und damit auch die meisten Badehäuser. Die neuen Sentōs waren innen nicht mehr mit Holz verkleidet, sondern gefliest, außerdem wurden Wasserhähne in der Waschzone üblich.
Da im Zweiten Weltkrieg viele japanische Städte bombardiert und teilweise oder ganz zerstört wurden, hatten die meisten Japaner keine private Bademöglichkeit mehr. Die nach dem Krieg in kurzer Zeit wieder aufgebauten Häuser hatten oft ebenfalls keine Badezimmer. Das hatte zur Folge, dass die erneut eingerichteten Sentōs einen starken Aufschwung erlebten. Um 1970 hatte die Nachfrage ihren Höhepunkt erreicht. Danach wurden immer mehr private Bäder eingerichtet, und die Zahl der Besucher in öffentlichen Bädern ging stetig zurück. Mittlerweile erweitern viele Betreiber ihr traditionelles Badeangebot und bieten zusätzlich Wellness-Anwendungen, Massagen, Fango und Fitnesstraining an oder auch medizinische Anwendungen. Einige Sentōs sind weitläufige Anlagen mit Hotel, Restaurants und Karaoke-Bar.